# وسولود زادراتسکی
وسولود زادراتسکی (روسی: Всеволод Петрович Задерацкий؛ ۲۱ دسامبر ۱۸۹۱ – ۱ فوریهٔ ۱۹۵۳) آهنگساز، مربی موسیقی، و نوازنده پیانو اهل امپراتوری روسیه بود.